# Daniel Siebert
Daniel Siebert (Berlim, 4 de maio de 1984) é um árbitro de futebol alemão que mora em Berlim,  da FIFA e da elite da UEFA .

## Carreira
Árbitro desde 1998. Em 2007, foi nomeado árbitro da DFB . Siebert fez sua estreia na 2. Bundesliga em 2009. Ele foi nomeado árbitro da Bundesliga para a temporada 2012–13 e fez sua primeira aparição na primeira divisão na partida entre Schalke 04 e FC Augsburg em 1º de setembro de 2012, emitindo três cartões amarelos.
Em 24 de outubro de 2014, foi anunciado que Siebert substituiria Wolfgang Stark como árbitro da FIFA em 2015. Isso fez de Siebert o mais jovem dos dez árbitros alemães da FIFA.
Siebert fez sua estreia internacional em 29 de maio de 2015, quando dirigiu a partida de qualificação para o Campeonato da Europa de Sub-19 de 2015 entre Portugal e Turquia. A primeira partida internacional sênior que Siebert oficiou foi um amistoso entre Luxemburgo e Moldávia em 9 de junho de 2015.
Siebert apitou 3 partidas durante o Campeonato Europeu de 2020 . Ele supervisionou a partida do Grupo D Escócia–República Tcheca, a partida do Grupo E Suécia–Eslováquia e o jogo das oitavas de final entre País de Gales e Dinamarca.
Ele apitou 4 partidas da Copa Árabe da FIFA 2021, como a final entre Tunísia e Argélia.

## Vida pessoal
Ele é o árbitro do FC Nordost Berlin da Associação de Futebol de Berlim . Ele é árbitro da FIFA e é classificado como árbitro de categoria de elite da UEFA .
Nasceu em Berlim, onde vive até hoje. Ele trabalha como professor em tempo parcial em uma escola de esportes em Berlim.